# Plymouth (Iowa)
Plymouth è un comune degli Stati Uniti d'America, situato nello Stato dell'Iowa, nella contea di Cerro Gordo.